# Into the Breach
『Into the Breach』（イントゥ・ザ・ブリーチ）は、アメリカのインディーゲームスタジオSubset Gamesが開発・発売したターン制ストラテジーゲーム。
虫型の巨大生物「VEK」の襲来を受け滅亡の淵にある世界を救うべく、未来からやってきたパイロットたちがメカを操縦し、街の防衛と敵の駆逐を行う。

## システム
各ステージのフィールドは8x8のグリッドがクォータービューで表示されている。地形や敵の種類・位置はプレイごとにランダム生成される。ステージ開始前に、フィールドの特定範囲内の任意地点に自軍ユニット3体を配置する。なお、ステージによっては3体以外の自軍ユニットが予め配置されている場合もある。
各ステージでは、規定ターンの間に街を守り抜くことが目的となる。敵は最終ターンを除き毎ターン新たに出現する。
敵ユニットの次ターンの行動は画面上に予め表示されている。自軍ユニットの攻撃の多くには敵へのヒット時に位置をずらすノックバック効果があるが、ずれた後も敵の狙いの方向は変わらないため、これを活用して敵の攻撃を回避したり同士討ちさせたりすることができる。また、ずらすことで敵を水地形に落とし一撃で倒すという戦法もある。
敵を倒すと自軍ユニットに経験値が入り、一定値に達すると昇進（レベルアップ）して能力が強化される。
自軍ユニットはフィールドにある建物から電力の供給を受けることで起動しているという設定になっており、敵は主にこの建物を狙う。攻撃で建物が破壊されるごとに「電力インフラ」のゲージが減少し、ゲージが尽きるとゲームオーバーとなる。なお、電力インフラゲージの状態は以降のステージにも継承される。
各ステージには、クリアと直接関係ない「ボーナス目標」が設定されている。これらを達成することで、電力インフラを回復させる電力、装備品などと引き換え可能な「評価ポイント」、メカのアップグレードに用いる「リアクターコア」を獲得する。ボーナス目標の項目が多いステージほど難易度が高い傾向がある。
本作の主な舞台は4つの島で、島には複数のステージが含まれており、そのいくつかのクリア後に現れるボスステージをクリアすれば島のクリアとなる。4つの島のうち2つをクリアすると最終決戦を行う5つ目の島が現れ、これをクリアすればエンディングを迎える。

## 開発

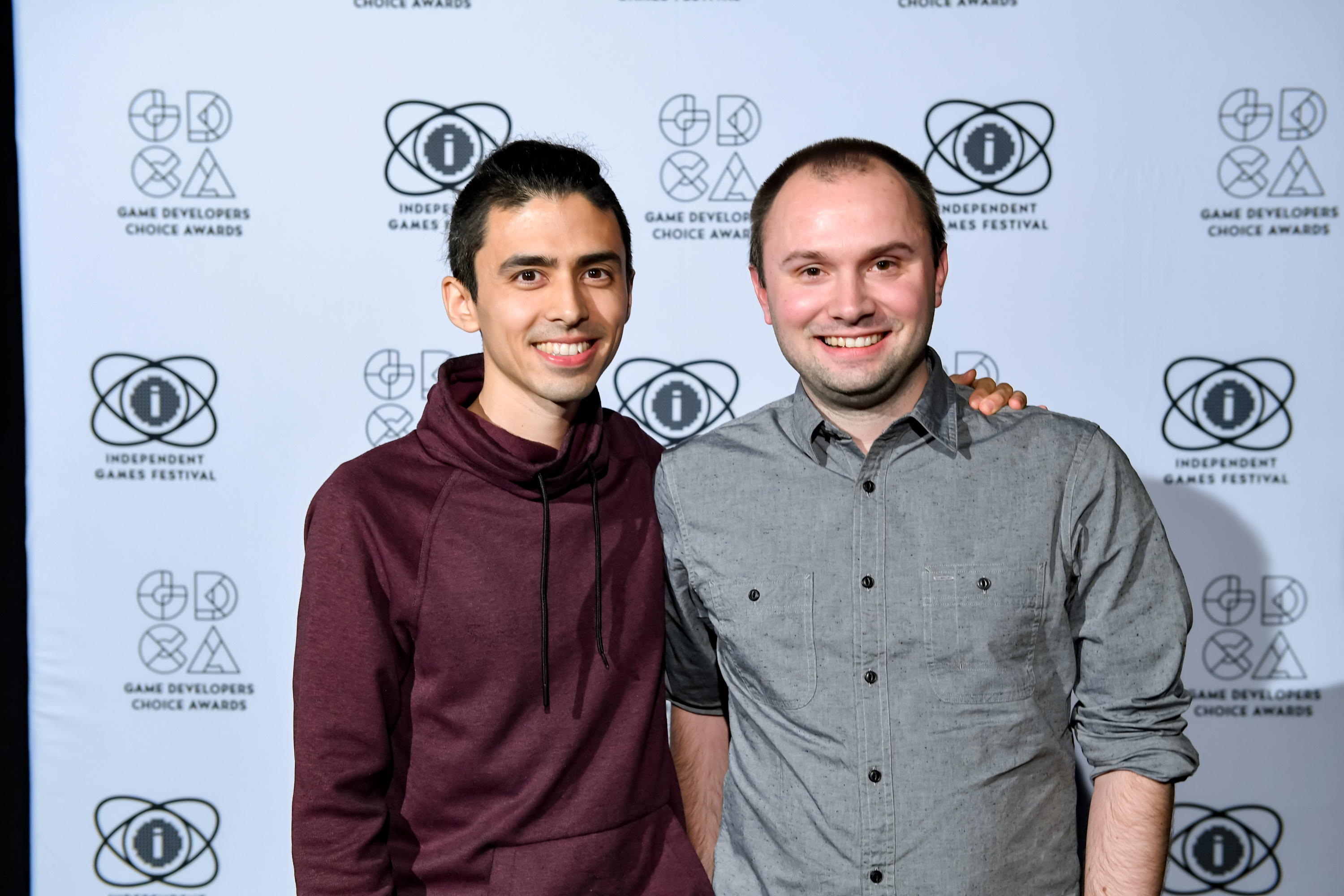
本作ゲームデザイナーのJustin Ma（左）とMatthew Davis。2019 Game Developers Choice Awardsにて。

本作は、Subset Gamesにとっての1作目である『FTL: Faster Than Light』に続き開発が行われた。2012年に発売されたフィラクシス・ゲームズ開発のグリッドベース戦術ゲーム『XCOM: Enemy Unknown』の成功もあり同種ゲームの構想を練っていたが、差別化のために何らかのフックが必要と考えていた。そうした中で、いずれも2013年公開の映画である『マン・オブ・スティール』と『パシフィック・リム』がインスピレーションを与えた。これらの作品はスーパーヒーローや巨大ロボットが悪の存在と戦う内容だが、戦闘中に街全体が破壊され大勢の死者が出ても善人が勝利すれば誰も気にしないため、それに対する皮肉として巻き添え被害の回避に焦点を当てることにした。
本作作曲家のベン・プランティーは、ハリウッド映画で用いられる典型的な終末もののサウンドトラックからの脱却を目指すべく試行錯誤した。最初はシンセドローンやホワイトノイズを使用しメロディーがほとんどないローファイな電子アンビエントの曲を試したが、開発チームの誰の好みにも合わなかった。次に、静かで落ち着いたアンビエントトラックをいくつか作成し、メロディアスで人間的な感じを出すためにチェロの音色を用いたが、やはり好みに合わなかった。最後に、Subset GamesのゲームデザイナーであるJustin Maがチェロ奏者ユニット・2CELLOSのMV『Mombasa』をインスピレーションとすることを提案し、そのエネルギッシュな演奏に影響を受けたプランティーは、コンセプトを採用しファーストトレーラー用の楽曲を制作した。

## 受賞
| 年   | 賞                                            | 部門                                            | 結果       | 出典          |
| ---- | --------------------------------------------- | ----------------------------------------------- | ---------- | ------------- |
| 2018 | Independent Games Festival Competition Awards | Seumas McNally Grand Prize                      | ノミネート | [ 4 ]         |
| 2018 | Independent Games Festival Competition Awards | Excellence in Design                            | ノミネート | [ 4 ]         |
| 2018 | Golden Joystick Awards                        | Best Indie Game                                 | ノミネート | [ 5 ]         |
| 2018 | Golden Joystick Awards                        | PC Game of the Year                             | ノミネート | [ 5 ]         |
| 2018 | Golden Joystick Awards                        | Ultimate Game of the Year                       | ノミネート | [ 5 ]         |
| 2018 | The Game Awards 2018                          | Best Independent Game                           | ノミネート | [ 6 ]         |
| 2018 | The Game Awards 2018                          | Best Strategy Game                              | 受賞       | [ 6 ]         |
| 2018 | Gamers' Choice Awards                         | Fan Favorite Indie Game                         | ノミネート | [ 7 ]         |
| 2018 | Titanium Awards                               | Best Indie Game                                 | ノミネート | [ 8 ]         |
| 2018 | Titanium Awards                               | Best Game Design                                | ノミネート | [ 8 ]         |
| 2018 | Australian Games Awards                       | Strategy Title of the Year                      | ノミネート | [ 9 ]         |
| 2019 | New York Game Awards                          | Off Broadway Award for Best Indie Game          | ノミネート | [ 10 ]        |
| 2019 | 第22回D.I.C.E. Awards                         | Game of the Year                                | ノミネート | [ 11 ]        |
| 2019 | 第22回D.I.C.E. Awards                         | Strategy/Simulation Game of the Year            | 受賞       | [ 11 ]        |
| 2019 | 第22回D.I.C.E. Awards                         | Outstanding Achievement for an Independent Game | ノミネート | [ 11 ]        |
| 2019 | 第22回D.I.C.E. Awards                         | Outstanding Achievement in Game Design          | ノミネート | [ 11 ]        |
| 2019 | NAVGTR Awards                                 | Design, New IP                                  | ノミネート | [ 12 ]        |
| 2019 | NAVGTR Awards                                 | Game, Strategy                                  | ノミネート | [ 12 ]        |
| 2019 | NAVGTR Awards                                 | Original Light Mix Score, New IP                | ノミネート | [ 12 ]        |
| 2019 | SXSW Gaming Awards                            | Excellence in Design                            | ノミネート | [ 13 ]        |
| 2019 | Game Developers Choice Awards                 | Best Design                                     | 受賞       | [ 14 ]        |
| 2019 | 第15回英国アカデミー賞ゲーム部門              | Game Design                                     | ノミネート | [ 15 ] [ 16 ] |
| 2019 | 第15回英国アカデミー賞ゲーム部門              | Original Property                               | 受賞       | [ 15 ] [ 16 ] |
| 2019 | Italian Video Game Awards                     | Best Indie Game                                 | ノミネート | [ 17 ]        |